# Manama

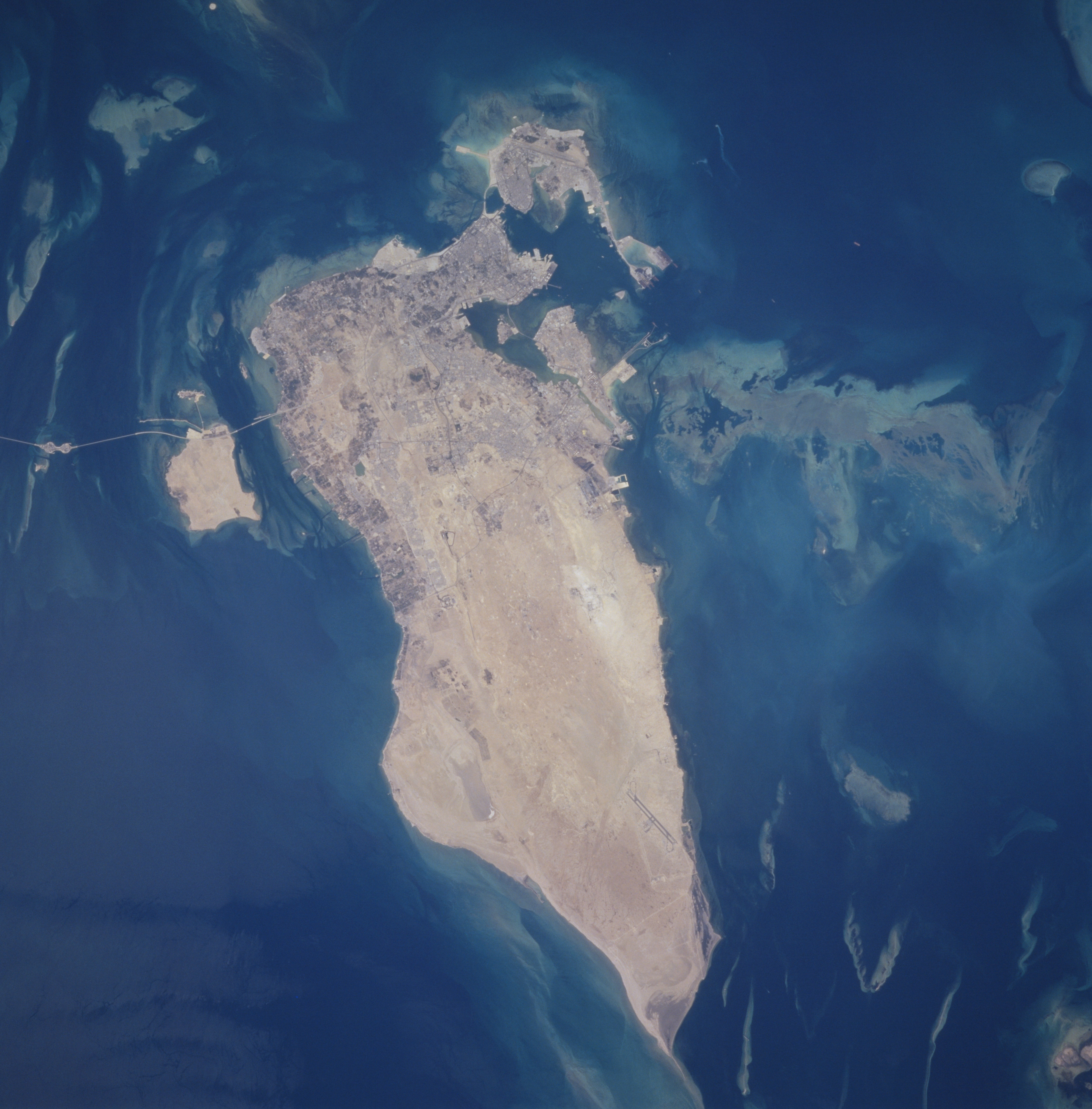
Manama din spaţiu, Iunie 1996

Manama (Arabă: المنامة Al-Manāmah) este capitala Bahrainului, situată în Golful Persic, în nord-estul insulei Bahrain. Este cel mai mare oraș din Bahrain cu o populație de aproximativ 155,000, aproape un sfert din populația totală a Bahrainului.
Manama a fost menționată în cronicile islamice încă din 1345. A fost cucerită de portughezi în 1521 iar apoi de persani în 1602. A fost deținută, cu mici întreruperi, de dinastia Al-Khalifa înca din 1783. Manama a fost declarată port liber in 1958 și din 1971 este capitala Bahrainului independent.
Economia Manamei este identică cu cea a Bahrainului ca un intreg - petrol, rafinare, dhow, pescuit și scufundări. Manama e deservit de Aeroportul Internațional Bahrain de pe insula Al Muharraq, de care este legat printr-un pod. Manama găzduiește de asemenea Universitatea Bahrainului, fondată în 1986.
Al Manamah a fost una dintre cele douăsprezece municipii ale Bahrainului iar acum este capitala acestei țări. 

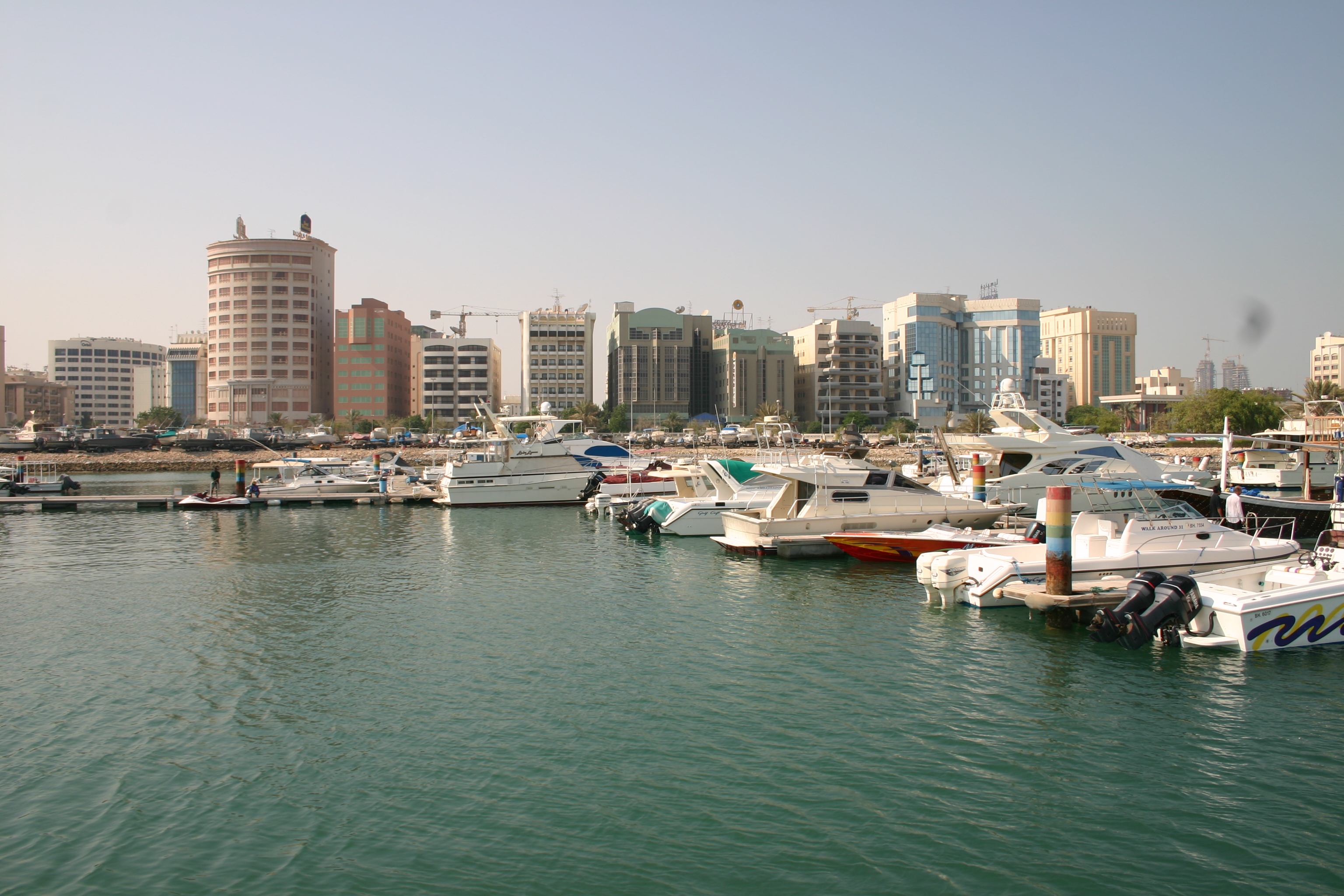
Manama